# Pais&Filhos
Pais&Filhos é uma revista brasileira, lançada em 1968 pela Bloch Editores como primeira revista segmentada do Brasil. Em 2003, o título foi arrematado pelo empresário Marcos Dvoskin. Em 2004 foi a primeira do segmento maternidade a ter um site com a revista disponível gratuitamente na internet e com produção de conteúdo online próprio.
Hoje, além da revista mensal, a Pais&Filhos tem suas edições especiais como a Pais & Filhos Moda (lançada duas vezes ao ano), Anuário Pais&Filhos e suplementos especiais Pais&Filhos Grávida, Comer e Turismo.
Além disso, a editora tem uma forte presença no mundo digital, com mais de 3 milhões de fãs nas redes sociais. As edições da revista mensal também estão disponíveis para baixar em versão iOS e Android.
Em dezembro de 2013, a Pais & Filhos lançou um canal no YouTube com programas semanais para a família.